# ۲-آمینو-۱-متیل-۶-فنیل‌ایمیدازو (۵، ۴-ب) پیریدین
۲-آمینو-۱-متیل-۶-فنیل‌ایمیدازو(۵،۴-ب)پیریدین (به انگلیسی: 2-Amino-1-methyl-6-phenylimidazo(4,5-b)pyridine) یک ترکیب شیمیایی با شناسه پاب‌کم ۱۵۳۰ است. شکل ظاهری این ترکیب، جامد سفید است.